# تشارلز إي. إردمان
تشارلز إي. إردمان (بالإنجليزية: Charles E. Erdmann)‏ هو قاضي وضابط أمريكي، ولد في 26 يونيو 1946.